# Вона (Колорадо)
Вона (англ. Vona) — місто (англ. town) в США, в окрузі Кіт-Карсон штату Колорадо. Населення — 95 осіб (2020).

## Географія
Вона розташована за координатами 39°18′8″ пн. ш. 102°44′36″ зх. д. / 39.30222° пн. ш. 102.74333° зх. д. (39.302119, -102.743352).  За даними Бюро перепису населення США в 2010 році місто мало площу 0,57 км², уся площа — суходіл.

## Демографія
Згідно з переписом 2010 року, у місті мешкало 106 осіб у 49 домогосподарствах у складі 28 родин. Густота населення становила 185 осіб/км².  Було 61 помешкання (106/км²).
Расовий склад населення:
| - 94,3 % — білих - 3,8 % — осіб інших рас |

До двох чи більше рас належало 1,9 %. Частка іспаномовних становила 3,8 % від усіх жителів.
За віковим діапазоном населення розподілялося таким чином: 20,8 % — особи молодші 18 років, 54,7 % — особи у віці 18—64 років, 24,5 % — особи у віці 65 років та старші. Медіана віку мешканця становила 47,5 року. На 100 осіб жіночої статі у місті припадало 89,3 чоловіків;  на 100 жінок у віці від 18 років та старших — 100,0 чоловіків також старших 18 років.
Цивільне працевлаштоване населення становило 15 осіб. Основні галузі зайнятості: роздрібна торгівля — 33,3 %, освіта, охорона здоров'я та соціальна допомога — 20,0 %, будівництво — 20,0 %.